# 凡爾賽門站
凡爾賽門站（法語：Porte de Versailles）是巴黎地鐵的一個車站。凡爾賽門站位於巴黎十五區，是巴黎地鐵12號線、巴黎路面電車2號線和巴黎路面電車3號線的車站。凡爾賽門站通車於1910年11月5日，最初是南北公司A線的車站，在1930年改為巴黎地鐵12號線的車站。體育宮位於凡爾賽門站的附近。

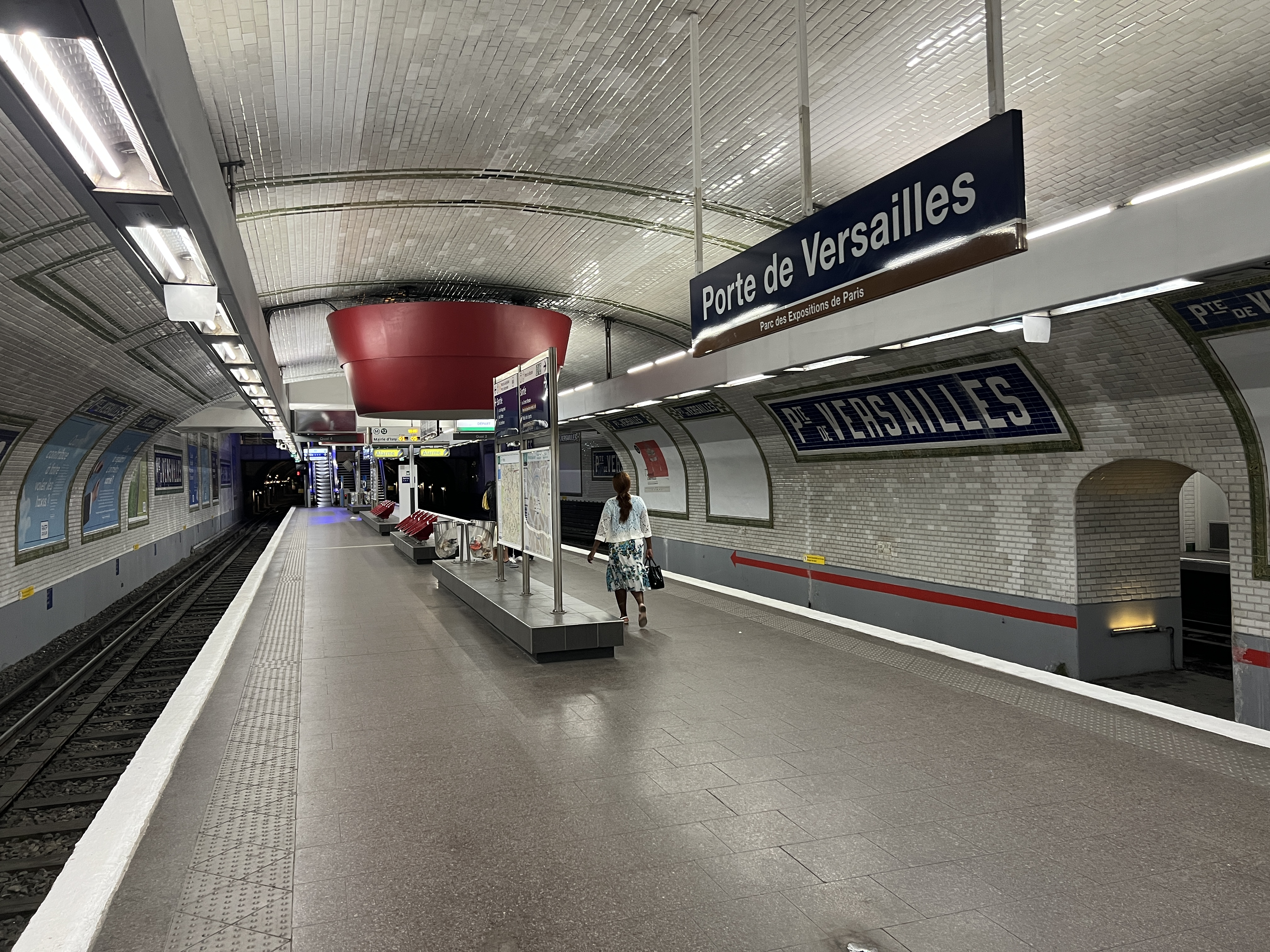
月台（2022年7月）

## 車站結構
| 街道層     |                    |                               |
| B1         | 夾層               |                               |
| 12號線月台 | 車廠軌道           | 無定期服務                    |
| 12號線月台 | 島式月台，右側開門 |                               |
| 12號線月台 | 南行               | 往伊西市政府（克朗丹·塞爾頓） |
| 12號線月台 | 北行               | 往奧貝維埃市政府（國民公會）  |
| 12號線月台 | 側式月台，右側開門 |                               |